# Gilberto Rodríguez Orejuela
Gilberto Rodríguez Orejuela (Mariquita, 30 januari 1939 – Butner (North Carolina), 31 mei 2022) was een van de hoofdpersonen binnen het Calikartel. De drugsbaron stond bekend onder de bijnaam 'De Schaker'.
Na de dood in december 1993 van Pablo Escobar, de leider van het rivaliserende Medellínkartel, waren Rodríguez en zijn broer Miguel vrijwel monopolisten in de Colombiaanse cocaïnehandel. Het Kartel van Cali was ook de belangrijkste leverancier van cocaïne voor Europa, waarbij Nederlandse havens als prominente punten van invoer werden gebruikt.
In tegenstelling tot het gewelddadige Kartel van Medellín, dat in de jaren 1989/90 een ware terreurcampagne in Colombia hield, probeerde 'Cali' de zaken een respectabel aanzien te geven. De broers Rodríguez investeerden miljarden met de drugshandel verdiende dollars in legitieme zaken zoals apotheken, hotels, benzinestations en supermarkten. Deze zaken dienden op hun beurt weer voor het witwassen van drugswinsten.

## Arrestatie
Op 9 juni 1995 werd Orejuela door de Colombiaanse politie gearresteerd in Cali, waar hij gevonden werd toen hij zich had verstopt in een verborgen ruimte. De autoriteiten hadden een beloning van omgerekend 1.225.207,3 euro uitgeloofd voor informatie die zou leiden tot de aanhouding van de kartelleiders.
- Gemeinsame Normdatei: 131589059
- International Standard Name Identifier: 0000 0000 5080 8164
- Library of Congress Control Number: no00047938
- Nationale Bibliotheek van Tsjechië: ola2006319232
- Nationale Bibliotheek van Polen: a0000003670107
- Nederlandse Thesaurus van Auteursnamen: 303462191
- Virtual International Authority File: 19224967
- WorldCat: E39PBJwhCGG9rvhH8bwkXxvT73